# Futbol'nyj Klub Dynamo Kyïv 1953
Questa voce raccoglie le informazioni riguardanti il Futbol'nyj Klub Dynamo Kyïv, meglio conosciuta come Dinamo Kiev, nelle competizioni ufficiali della stagione 1953.

## Stagione
La Dinamo Kiev, allenata da Oleg Ošenkov, nella stagione 1953 concluse il campionato sovietico all'ottavo posto. In coppa nazionale i bianco-blu furono eliminati agli ottavi di finale dalla Dinamo Tbilisi.

## Maglie e sponsor
| Casa | Trasferta |

## Rosa
| N. |                             | Ruolo | Calciatore       |
| -- | --------------------------- | ----- | ---------------- |
| -  | Unione Sovietica (bandiera) | P     | Evgenij Lemeško  |
| -  | Unione Sovietica (bandiera) | P     | Oleh Makarov     |
| -  | Unione Sovietica (bandiera) | D     | Viktor Bel'kov   |
| -  | Unione Sovietica (bandiera) | D     | Vitalij Holubjev |
| -  | Unione Sovietica (bandiera) | D     | Volodymyr Kačur  |
| -  | Unione Sovietica (bandiera) | D     | Abram Lerman     |
| -  | Unione Sovietica (bandiera) | D     | Tiberij Popovyč  |
| -  | Unione Sovietica (bandiera) | D     | Petro Tyščenko   |
| -  | Unione Sovietica (bandiera) | C     | Arkadij Larionov |

| N. |                             | Ruolo | Calciatore           |
| -- | --------------------------- | ----- | -------------------- |
| -  | Unione Sovietica (bandiera) | C     | Mychajlo Mychalyna   |
| -  | Unione Sovietica (bandiera) | C     | Ernest Just          |
| -  | Unione Sovietica (bandiera) | A     | Pavlo Vin'kovatov    |
| -  | Unione Sovietica (bandiera) | A     | Volodymyr Bohdanovyč |
| -  | Unione Sovietica (bandiera) | A     | Viktor Fomin         |
| -  | Unione Sovietica (bandiera) | A     | Mychajlo Koman       |
| -  | Unione Sovietica (bandiera) | A     | Andrej Zazroev       |
| -  | Unione Sovietica (bandiera) | A     | Zoltan Senhetovs'kyj |
| -  | Unione Sovietica (bandiera) | A     | Viktor Žuravl'ov     |

## Risultati

### Campionato
| Kiev 19 aprile 1953 1ª giornata | Dinamo Kiev | 1 – 0 referto | Zenit Leningrado | Stadio Repubblicano Chruš??v |

| Kiev 26 aprile 1953 2ª giornata | Dinamo Kiev | 1 – 0 referto | Dinamo Mosca | Stadio Repubblicano Chruš??v |

| Mosca 3 maggio 1953 3ª giornata | MVO Mosca | 0 – 1 referto | Dinamo Kiev | Stadio Dinamo |

| Mosca 10 maggio 1953 4ª giornata | Torpedo Mosca | 3 – 2 referto | Dinamo Kiev | Stadio Dinamo |

| Vilnius 17 maggio 1953 5ª giornata | Spartak Vilnius | 0 – 0 referto | Dinamo Kiev | Respublikanskij stadion Spartak |

| Mosca 22 maggio 1953 6ª giornata | Spartak Mosca | 3 – 1 referto | Dinamo Kiev | Stadio Dinamo |

| Kiev 4 giugno 1953 7ª giornata | Dinamo Kiev | 3 – 3 referto | Dinamo Leningrado | Stadio Repubblicano Chruš??v |

| Kiev 31 maggio 1953 8ª giornata | Dinamo Kiev | 0 – 1 referto | Dinamo Tbilisi | Stadio Repubblicano Chruš??v |

| Charkiv 9 giugno 1953 9ª giornata | Lokomotiv Charkiv | 1 – 1 referto | Dinamo Kiev | Stadion Dzeržinec |

| Kiev 14 giugno 1953 10ª giornata | Dinamo Kiev | 0 – 1 referto | Zenit Kujbyšev | Stadio Repubblicano Chruš??v |

| Kiev 21 giugno 1953 11ª giornata | Dinamo Kiev | 0 – 1 referto | Lokomotiv Mosca | Stadio Repubblicano Chruš??v |

| Leningrado 26 giugno 1953 12ª giornata | Zenit Leningrado | 2 – 1 referto | Dinamo Kiev | Stadion im. S. M. Kirova |

| Mosca 2 luglio 1953 13ª giornata | Dinamo Mosca | 2 – 0 referto | Dinamo Kiev | Stadio Dinamo |

| Kiev 9 luglio 1953 14ª giornata | Dinamo Kiev | 3 – 1 referto | Torpedo Mosca | Stadio Repubblicano Chruš??v |

| Kujbyšev 30 agosto 1953 15ª giornata | Zenit Kujbyšev | 0 – 1 referto | Dinamo Kiev | Stadio Dinamo |

| Kiev 30 luglio 1953 16ª giornata | Dinamo Kiev | 0 – 2 referto | Spartak Mosca | Stadio Repubblicano Chruš??v |

| Kiev 4 agosto 1953 17ª giornata | Dinamo Kiev | 3 – 0 referto | Lokomotiv Charkiv | Stadio Repubblicano Chruš??v |

| Leningrado 13 settembre 1953 18ª giornata | Dinamo Leningrado | 1 – 1 referto | Dinamo Kiev | Stadion im. S. M. Kirova |

| Kiev 12 agosto 1953 19ª giornata | Dinamo Kiev | 1 – 1 referto | Spartak Vilnius | Stadio Repubblicano Chruš??v |

| Tbilisi 18 agosto 1953 20ª giornata | Dinamo Tbilisi | 3 – 0 referto | Dinamo Kiev | Stadio Dinamo Lenin |

| Mosca 23 agosto 1953 21ª giornata | Lokomotiv Mosca | 1 – 2 referto | Dinamo Kiev | Stadio Dinamo |

### Kubok SSSR
| Arbitro: | Podgornyj (Mosca) |

|                                                            |           |  |
| Ghoghoberidze 37’ K'aloevi 57’ Antadze 73’ Ch'k'uaseli 86’ | Marcatori |  |

## Statistiche

### Statistiche di squadra
| Competizione | Punti | Totale | Totale | Totale | Totale | Totale | Totale | DR |
| Competizione | Punti | G      | V      | N      | P      | Gf     | Gs     | DR |
| --- | ----- | ------ | ------ | ------ | ------ | ------ | ------ | -- |
| [[File: Flag of the Soviet Union (1936 – 1955).svg\|class=noviewer\| Unione Sovietica (bandiera)\|border\|15px]] Klass A | 17    | 20     | 6      | 5      | 9      | 22     | 26     | -4 |
| Coppa dell'URSS | -     | 1      | 0      | 0      | 1      | 0      | 4      | -4 |
| Totale | 17    | 21     | 6      | 5      | 10     | 22     | 30     | -8 |